# Monts Comeragh
Les monts Comeragh sont une chaîne de montagnes glaciaires située dans le sud-est de l'Irlande dans le comté de Tipperary. Ces montagnes sont situées entre la ville de Clonmel, dans le comté de Tipperary et le village de Kilmacthomas dans le comté de Waterford.
Les douze montagnes qui forment les monts Comeragh sont très populaires pour les alpinistes et les randonneurs. Le point culminant est à Fauscoum (792 m).

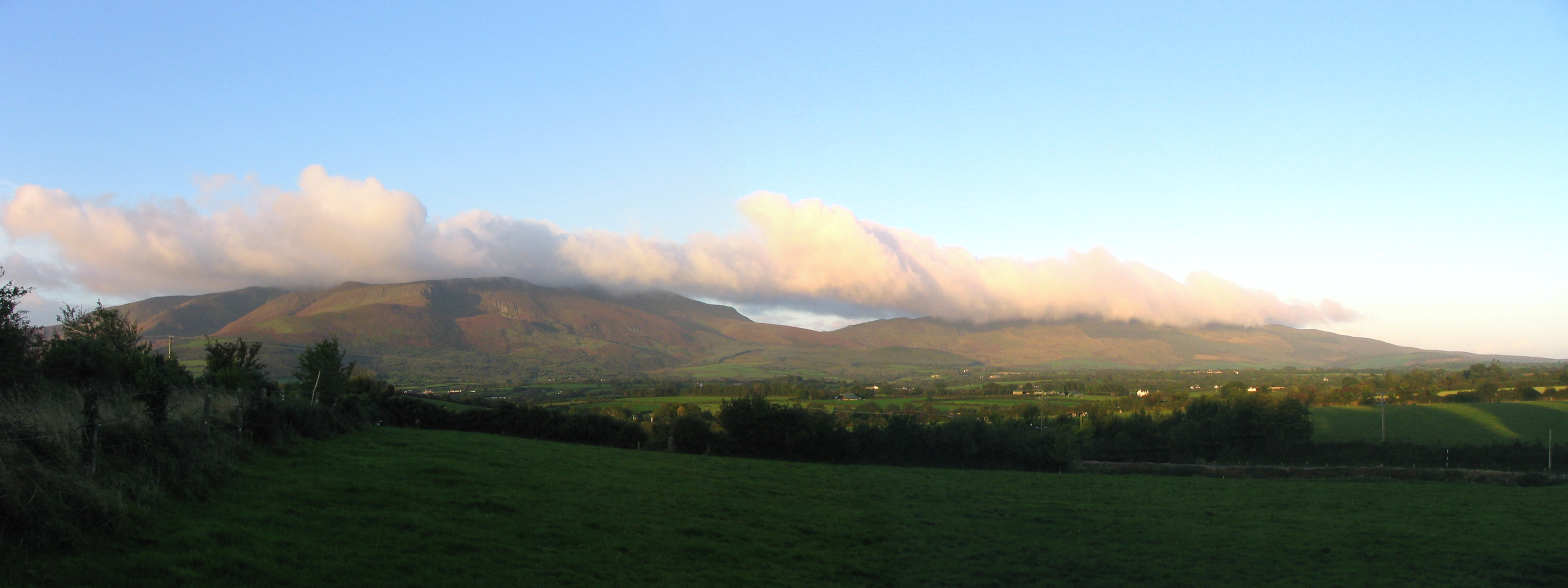
Vue sur les monts Comeragh.